# Fuhrmann (Familienname)
Fuhrmann ist ein deutscher Familienname.

## Namensträger

### A
- Adalbert Fuhrmann (1954–2008), deutscher Fußballspieler
- Albert Fuhrmann (1872–1960), deutscher Lehrer und Mundartautor
- Alfred Fuhrmann-Sarmiento (* 1957/1958), österreichischer Bankmanager und Bankgründer
- André Fuhrmann (* 1958), deutscher Philosoph
- Andrei Fjodorowitsch Fuhrmann (1795–1835), russischer Dekabrist
- Anna Fjodorowna Fuhrmann (1791–1850), russische Erzieherin, siehe Anna Fjodorowna Oom
- Arne Fuhrmann (Politiker) (* 1941), deutscher Politiker (SPD)
- Arne Fuhrmann (Schauspieler) (* 1943), deutscher Schauspieler
- Arwed Fuhrmann (1840–1907), deutscher Mathematiker
- August Fuhrmann (1844–1925), deutscher Fotograf und Unternehmer
- Augustin Fuhrmann (1591–1648), deutscher evangelischer Theologe
- Axel Fuhrmann (* 1962), deutscher Kulturjournalist, Produzent, Autor und Regisseur

### B
- Balthasar Fuhrmann (1590–1636), deutscher Superintendent und Prediger
- Bärbel Fuhrmann (* 1940), deutsche Schwimmerin
- Bernd Fuhrmann (1960–2020), deutscher Historiker
- Bernhard Fuhrmann (* 1963), deutscher Bankmanager
- Bruno Fuhrmann (1907–1979), deutscher Widerstandskämpfer gegen den Nationalsozialismus und SED-Funktionär in der DDR

### C
- Chiara Fuhrmann (* 1995), deutsche Musicaldarstellerin
- Christophe Fuhrmann (* 1965), französischer Fußballspieler

### D
- Dagmar Fuhrmann (* 1954), deutsche Sprinterin
- Detlef Fuhrmann (* 1953), deutscher Speerwerfer
- Dieter Fuhrmann (1928–2013), deutscher Maler und Kunsterzieher
- Dorothea Fuhrmann (1930–2022), deutsche Spielmittel-Gestalterin, Malerin und Zeichnerin

### E
- E. O. Fuhrmann (1924–1986), deutscher Schauspieler
- Emil Fuhrmann (* 1960), tschechischer Leichtathlet
- Emma Fuhrmann (* 2001), US-amerikanische Schauspielerin und Model
- Erneste Fuhrmann-Stone (1900–1982), deutsche Schriftstellerin
- Ernst Fuhrmann (Künstler) (1886–1956), deutscher Künstler
- Ernst Fuhrmann (Ingenieur) (1918–1995), deutscher Ingenieur und Manager
- Ernst-Otto Fuhrmann (1924–1986), deutscher Schauspieler, siehe E. O. Fuhrmann

### F
- Franz Fuhrmann (Chemiker) (1877–1957), österreichischer Chemiker, Bakteriologe und Mykologe
- Franz Fuhrmann (Mediziner) (1912–1984), deutscher Arzt und Chirurg im Zweiten Weltkrieg
- Franz Fuhrmann (Kunsthistoriker) (1916–2016), österreichischer Kunsthistoriker und Hochschullehrer
- Friedrich Fuhrmann (1926–1983), deutscher Bildhauer und Restaurator
- Fritz Fuhrmann (1904–1986), deutscher Jesuit und Missionar

### G
- Gary Fuhrmann (* 1978), deutsch-französischer Jazzmusiker
- Georg Fuhrmann (1876–1949), deutscher Schriftsteller, siehe Egbert Falk
- Georg Fuhrmann (Physiker) (1883–1914), deutscher Physiker und Flugtechniker
- Georg Fuhrmann-Randeck (1892–1967), deutscher Maler
- Georg Leopold Fuhrmann (1578–1616), deutscher Buchdrucker, Kupferstecher und Lautenist
- Günter Fuhrmann (* 1972), österreichischer Autor und Kulturmanager
- Gustav Fuhrmann (1908–nach 1970), deutscher Wirtschaftsmanager

### H
- Hans Fuhrmann (* 1950), deutscher Historiker und Inschriftenforscher
- Hans-Peter Fuhrmann (* 1959), deutscher Historiker
- Hansjürgen Fuhrmann (1919–nach 1981), deutscher Unternehmer und Manager
- Harry Fuhrmann (* 1969), deutscher Regisseur und Schauspieler
- Heinrich Fuhrmann (1892–1953), deutscher Klassischer Archäologe
- Heinz Fuhrmann (Politiker) (* 1938), deutscher Wirtschaftsingenieur und Politiker (CDU)
- Heinz Jörg Fuhrmann (* 1956), deutscher Eisenhütteningenieur und Industriemanager
- Hermann Fuhrmann (1846–1925), deutscher Maschinenkonstrukteur, Unternehmensgründer und Ehrenbürger von Jessen
- Horst Fuhrmann (1926–2011), deutscher Historiker

### I
- Inge Fuhrmann (* 1936), deutsche Sprinterin
- Ingolf Fuhrmann (* 1931), deutscher Offizier
- Irene Fuhrmann (* 1980), österreichische Fußballspielerin und -trainerin

### J
- Joëlle Fuhrmann (* 1952), Philologin und Historikerin
- Johann Daniel Fuhrmann (1810–1885), preußischer Geheimer Kommerzienrat und Landrat
- Johann Evangelist Fuhrmann (1776–1819), Pfarrer und Dechant von Imst im Nordtiroler Oberinntal
- Johann Wilhelm Fuhrmann (1750–1780), deutscher evangelischer Theologe und Hochschullehrer
- Julius Fuhrmann (?–1964), deutscher Goldwarenfabrikant
- Jürgen Fuhrmann (Physiker) (1937–2005), deutscher Physiker
- Jürgen Fuhrmann (Fußballspieler) (1949–2004), deutscher Fußballspieler

### K
- Kai Fuhrmann (* 1994), deutscher Ruderer
- Karl Fuhrmann (1863–1936), deutscher Geodät und Hochschullehrer
- Karl-Heinz Fuhrmann (* 1937), deutscher Reiter
- Korl Fuhrmann (eigentlich Karl-Heinz Fuhrmann; * 1976), deutscher Musiker und Tätowierer

### M
- Manfred Fuhrmann (1925–2005), deutscher Altphilologe
- Marliese Fuhrmann (1934–2015), deutsche Schriftstellerin
- Martin Fuhrmann (auch Martin Conitzer, Martin von Conitz; um 1450–1503), deutscher Philologe, Theologe und Hochschullehrer
- Martin Fuhrmann (Sänger) (1937–2023), deutscher Opernsänger (Bass)
- Martin Heinrich Fuhrmann (1669–1745), deutscher Kantor und Musiktheoretiker
- Mathias Fuhrmann (um 1690–1773), österreichischer Paulaner und Historiker
- Max Fuhrmann der Ältere (1860–1908), deutscher Maler
- Max Fuhrmann der Jüngere (1891–1953), deutscher Maler
- Max Fuhrmann (Produzent), deutscher Filmproduzent
- Maximilian Fuhrmann (1862–1916), deutscher Schriftsteller
- Melanie Wald-Fuhrmann (* 1979), deutsche Musikwissenschaftlerin und Hochschullehrerin

### N
- Nike Fuhrmann (* 1974), deutsche Schauspielerin
- Norbert Fuhrmann, deutscher DJ und Musikproduzent

### O
- Otto Fuhrmann (1871–1945), Schweizer Ichthyologe und Parasitologe
- Otto W. Fuhrmann (Otto Walter Fuhrmann; 1889–1966), US-amerikanischer Hochschullehrer für Geschichte des Druck- und Buchwesens

### P
- Paul Fuhrmann (Politiker, 1872) (1872–1942), deutscher Rittergutsbesitzer und Politiker (NLP), MdR
- Paul Fuhrmann (Politiker, II), deutscher Politiker (SPD), MdL Braunschweig
- Paul Fuhrmann (Maler) (1893–1952), deutscher Maler
- Peter Fuhrmann (Spion), deutscher Jurist und Spion
- Peter Fuhrmann (Journalist) (1930–2025), deutscher Journalist, Pianist, Dirigent, Autor und Moderator
- Peter Hinrich Fuhrmann (1714–1773), deutscher Weinhändler und Stifter
- Petra Fuhrmann (1955–2019), deutsche Politikerin (SPD), MdL Hessen

### R
- Rainer Fuhrmann (1940–1990), deutscher Schriftsteller
- Renate Fuhrmann (* 1942), deutsche Schauspielerin und Theaterregisseurin
- Robert Fuhrmann (* 1960), deutscher Zahnmediziner, Kieferorthopäde und Hochschullehrer
- Roderich Fuhrmann (1929–2003), deutscher Pianist und Musikwissenschaftler
- Roland Fuhrmann (* 1966), deutscher Künstler
- Rolf Fuhrmann (* 1949), deutscher Sportjournalist
- Rolf Fuhrmann (Maler) (* 1957), Maler und Illustrator
- Roman Fjodorowitsch Fuhrmann (1784–1851), russischer Finanzpolitiker
- Romanus Fuhrmann (* 1963), deutscher Schauspieler, Hörspiel- und Synchronsprecher
- Rosemarie Fuhrmann (* 1936), deutsche Leichtathletin
- Rudolf Fuhrmann (1928–1998), österreichischer Ingenieur, Journalist und Schriftsteller

### S
- Siegfried Fuhrmann (* 1944), deutscher Künstler
- Silvia Fuhrmann (* 1981), österreichische Politikerin (ÖVP)
- Steffi Fuhrmann-Wróbel (* 1929), schlesische Mundartdichterin und Heimatdichterin

### T
- Thilo Fuhrmann (* 1955), deutscher Radsportler
- Thomas Fuhrmann (Journalist) (* 1966), deutscher Journalist
- Thomas Fuhrmann-Lieker (* 1968), deutscher Chemiker und Hochschullehrer
- Till Fuhrmann (* 1970), deutscher Kostümbildner
- Toby Fuhrmann (* 1975), deutscher Musiker und Autor

### U
- Uwe Fuhrmann (* 1979), deutscher Historiker

### V
- Veronica Fuhrmann (* 1961), Generaloberin der Congregatio Jesu

### W
- Walter Fuhrmann (Jurist) (1874–1925), deutscher Richter
- Walter Fuhrmann (Genetiker) (1924–1995), deutscher Mediziner und Humangenetiker
- Werner Fuhrmann (* 1952), deutscher Sänger, Musiker und Komponist
- Wilfried Fuhrmann (* 1945), deutscher Wirtschaftswissenschaftler
- Wilhelm Fuhrmann (Schauspieler) (1809–1879), deutscher Schauspieler und Sänger
- Wilhelm Fuhrmann (Mathematiker) (Wilhelm Ferdinand Fuhrmann; 1833–1904), deutscher Mathematiker und Geometer
- Wilhelm David Fuhrmann (1764–1838), deutscher Geistlicher und Schriftsteller
- Willi Fuhrmann (1944–2018), österreichischer Politiker (SPÖ) und Jurist
- Wolfgang Fuhrmann (* 1966), österreichischer Musikwissenschaftler und Musikpublizist